# 國立中興大學圖書館
國立中興大學圖書館（英語：National Chung Hsing University Library，簡稱興大圖書館）為隸屬於國立中興大學的大學圖書館之，提供教職員和學生中西文書籍、視聽資料借閱等服務。設有總館與8個系所圖書室。

## 簡介
- 1919年，設立[2]
- 1960年，第一代館舍落成啟用

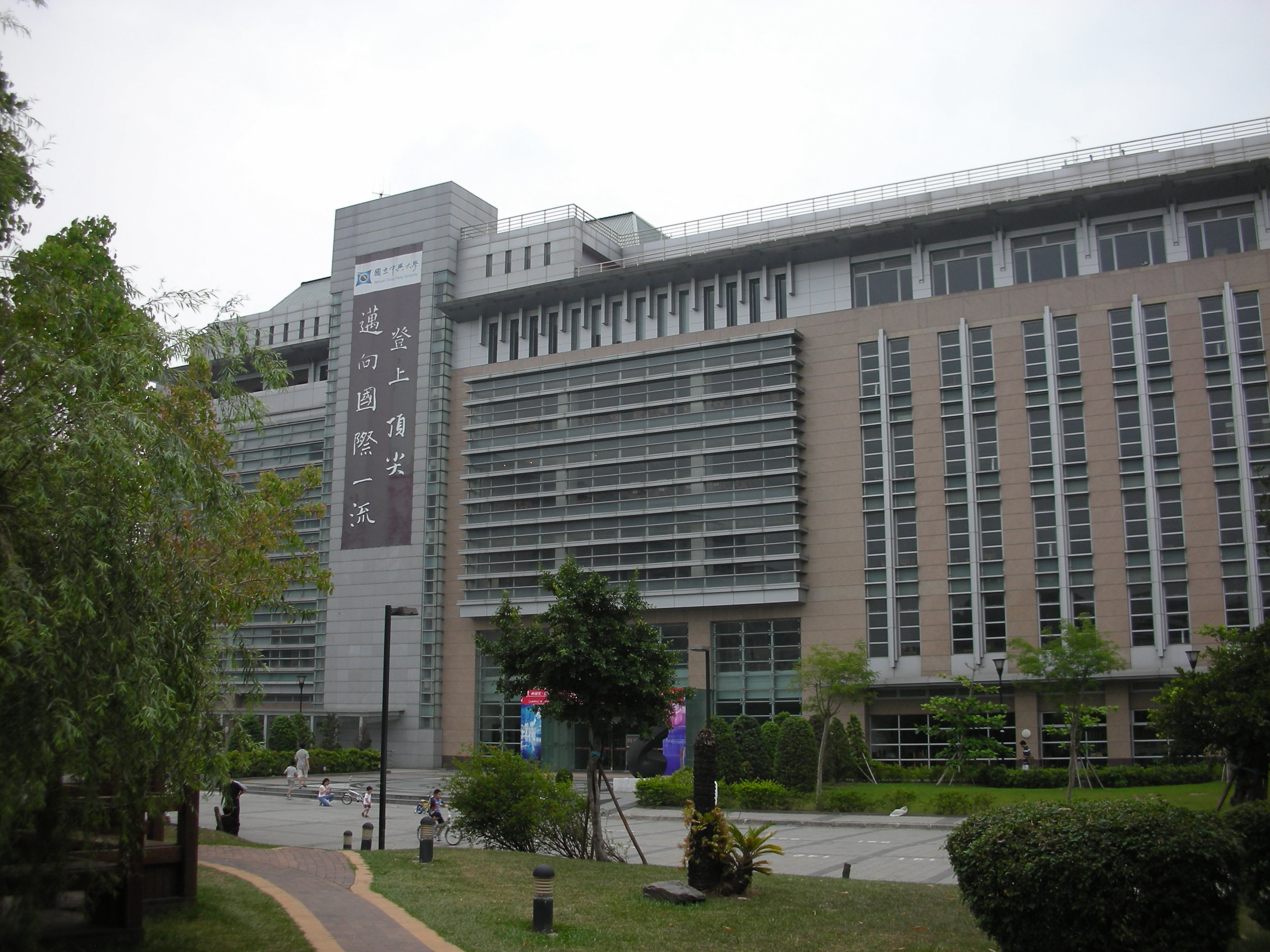
國立中興大學圖書館第三代館舍

- 1980年，中正紀念圖書館（第二代館舍）落成啟用
- 1999年，因921地震使館舍嚴重受損，圖書館暫搬至學生活動中心地下室、惠蓀堂地下室、舊理工大樓一樓、舊糧作所，並在男生宿舍設置自習區。
- 2005年，第三代館舍落成啟用
- 2010年，「興閱坊」啟用

## 總館樓層配置

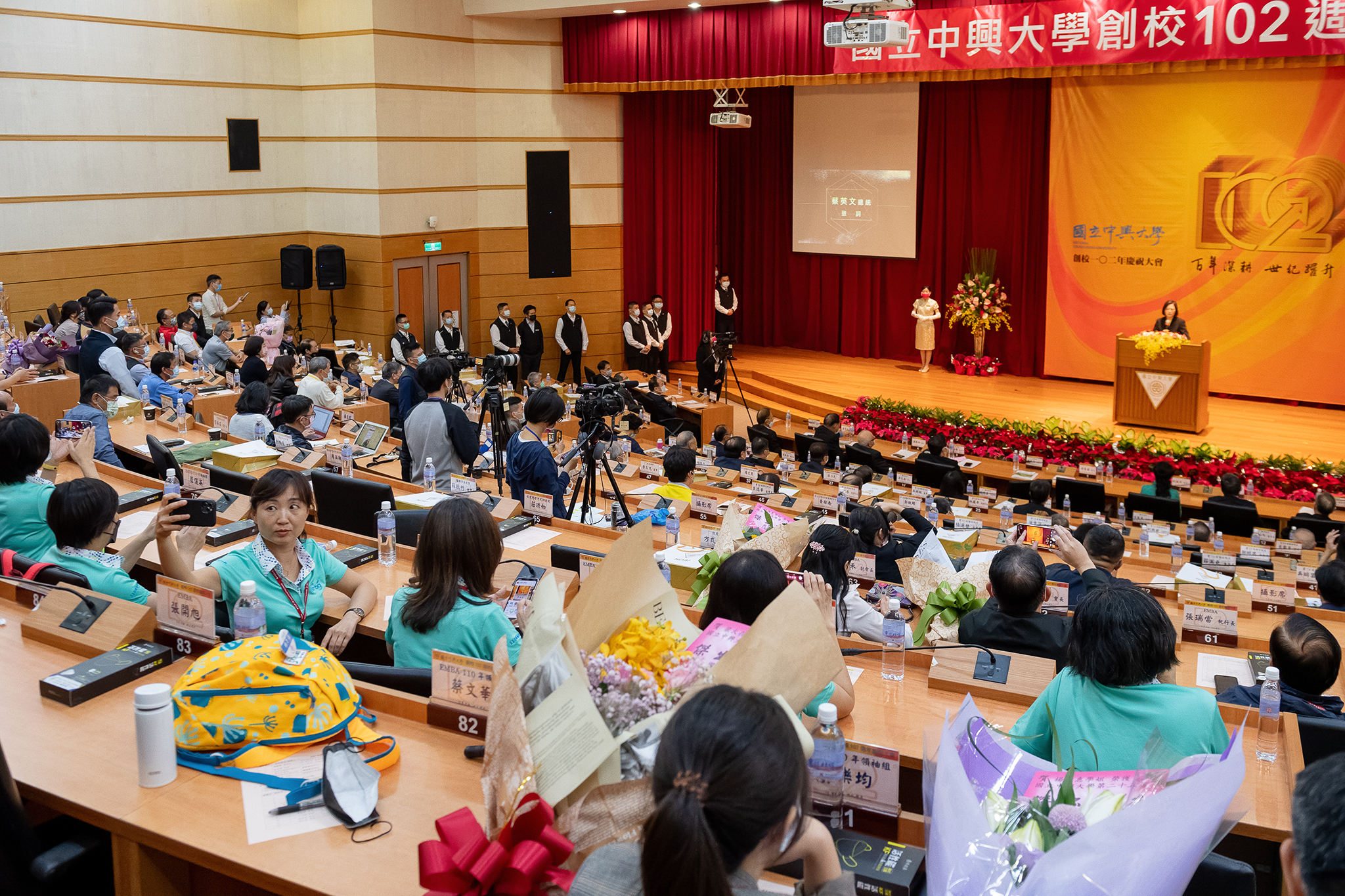
國立中興大學圖書館總館7樓國際會議廳

## 總館樓層配置[3]
| 七樓     | 國際會議廳、藝術中心、貴賓室、陳其銓書道紀念室、會議室、展覽區 |  |
| 六樓     | 西文圖書區、圖書館會議廳、會議室、哺(集)乳室                   |  |
| 五樓     | 中文圖書區、特藏資料區、討論區、圖書資訊教學實驗室             |  |
| 四樓     | 中文圖書區、新書展示、討論區、研究室、資訊推廣教室             |  |
| 三樓     | 中文期刊、多媒體中心、閱報區、討論室                           |  |
| 二樓     | 西文期刊、歐盟資料專區、閱讀窩、密集書庫                       |  |
| 一樓     | 借還書櫃台、中西文參考書、館長室、敦煌書局                     |  |
| 地下一樓 | 自習室、興閱坊                                                 |  |

## 歷任館長
| 任別 | 姓名   | 任期                   |
| ---- | ------ | ---------------------- |
| 1    | 陳茂詩 | 1947年 - 1951年        |
| 2    | 林逸   | 1951年 - 1956年        |
| 3    | 朱元懋 | 1956年 - 1963年        |
| 4    | 黃乃隆 | 1963年 - 1964年        |
| 5    | 明允中 | 1964年 - 1965年        |
| 6    | 周效濂 | 1965年 - 1974年        |
| 7    | 陳澤亞 | 1974年 - 1981年        |
| 8    | 殷昌頤 | 1981年 - 1991年2月     |
| 9    | 范豪英 | 1991年2月 - 1998年7月  |
| 10   | 林偉   | 1998年8月 - 2000年9月  |
| 11   | 范豪英 | 2000年10月 - 2006年1月 |
| 12   | 詹麗萍 | 2006年2月 - 2011年7月  |
| 13   | 張慧銖 | 2011年8月 - 2012年7月  |
| 14   | 官大智 | 2012年8月 - 2015年7月  |
| 15   | 蘇小鳳 | 2015年8月 - 2017年7月  |
| 16   | 林偉   | 2017年8月 - 2021年7月  |
| 17   | 溫志煜 | 2021年8月 - 2023年7月  |
| 18   | 宋慧筠 | 2023年8月 -            |

## 館徽
2012年5月，館方辦理圖書館館徽徵選活動，參賽作品數計有52件（在校生23件、校外人士29件），經師生網路票選和評審委員會決選後，由歷史系連同學的作品獲得第1名。

## 館際合作
| 臺綜大 | 國立成功大學 | 國立中正大學 |
| 臺綜大 | 國立中山大學 |              |

| 中部大學校院圖書館聯盟 | 東海大學         | 逢甲大學             |
| 中部大學校院圖書館聯盟 | 靜宜大學         | 大葉大學             |
| 中部大學校院圖書館聯盟 | 國立彰化師範大學 | 國立臺中教育大學     |
| 中部大學校院圖書館聯盟 | 國立暨南國際大學 | 朝陽科技大學         |
| 中部大學校院圖書館聯盟 | 亞洲大學         | 中山醫學大學         |
| 中部大學校院圖書館聯盟 | 中國醫藥大學     | 國立勤益科技大學     |
| 中部大學校院圖書館聯盟 | 國立臺中科技大學 | 國立臺灣體育運動大學 |
| 中部大學校院圖書館聯盟 | 國立聯合大學     | 弘光科技大學         |
| 中部大學校院圖書館聯盟 | 建國科技大學     | 中臺科技大學         |
| 中部大學校院圖書館聯盟 | 嶺東科技大學     | 南開科技大學         |
| 中部大學校院圖書館聯盟 | 修平科技大學     | 育達科技大學         |
| 中部大學校院圖書館聯盟 | 僑光科技大學     | 明道大學             |

## 軼事
- 2015年9月23日，興大圖書館慶祝第三代館舍落成啟用10週年，時任校長薛富盛更Cosplay霹靂布袋戲的熱門角色素還真[5]。
- 2016年3月1日，一名自基因體暨生物資訊學研究所休學的學生，自圖書館7樓跳下，緊急送醫後仍宣告不治[6][7][8]。
- 2016年11月21日，館方推出俏皮有趣的Line貼圖，學生反應熱烈[9][10]。
- 2017年1月7日，年金改革座談會在興大圖書館舉行，但時間接近期末考週，抗議的吵鬧聲和校方因座談會封館的做法引起學生反彈[11]。
- 2019年2月25日，興大圖書館李昂文藏館開幕，館方以創意籤詩、VR體驗、著名建築師李祖原設計規劃展場三大特點來策展，極富特色[12]。
- 2019年9月23日，一名剛從興大退休的行政人員被發現倒臥在圖書館2樓殘障廁所內，脖子、胸口皆有刀傷[13][14]。
- 2019年11月28日，興大圖書館「興傳書房」揭幕，典藏全校教師超過1500冊之學術著作。館長林偉表示，過去教師著作散落於館內各處，此專區不僅使館方典藏更為完整、讀者也方便借閱[15]。